# Strobilanthes auriculatus
Strobilanthes auriculatus är en akantusväxtart som beskrevs av Christian Gottfried Daniel Nees von Esenbeck. Strobilanthes auriculatus ingår i släktet Strobilanthes och familjen akantusväxter. Utöver nominatformen finns också underarten S. a. dyeriana.